# Seks sange til tekster af Krag
Seks sange (til tekster af Krag) is een compositie van Christian Sinding. Hij schreef een toonzetting bij een zestal gedichten van Vilhelm Krag. De gedichten waren afkomstig uit de bundel Digte uit 1891. In Sindings opus 22 Galemandssange keerde hij terug naar de werken van Krag.
De zes liederen luiden:
1. Bad I om sang til vinen?
2. Ind i dit matgyldne solsilskehar
3. Moderen synger: Gretchen ligger in kiste
4. Liden Kirsten had sad sa silde
5. Der skreg en fugl over ode hav
6. Efter storm Bolgerne ruller sa tungt ved nat